# Geometrische Linearisierung
Bei der geometrischen Linearisierung werden die kinematischen Gleichungen der Kontinuumsmechanik bezüglich der Verschiebungen linearisiert. Verschiebungen sind die bei einer Bewegung eines Körpers von seinen Partikeln zurückgelegten Wege. Dehnungen treten auf, wenn benachbarte Partikel stark unterschiedliche Verschiebungen aufweisen, weswegen die geometrische Linearisierung eine Linearisierung bezüglich der Dehnungen einschließt. Durch die geometrische Linearisierung erfahren die Gleichungen der Kontinuumsmechanik für Festkörper eine erhebliche Vereinfachung, die zulässig ist, wenn die Verschiebungen klein gegenüber einer charakteristischen Abmessung des Körpers und die Dehnungen klein gegen eins sind. Dann wird von kleinen Verschiebungen oder Deformationen im Gegensatz zu großen oder finiten Verschiebungen bzw. Deformationen gesprochen. In vielen Anwendungen im technischen Bereich werden kleine Verschiebungen angenommen oder müssen aus sicherheitstechnischen Gründen klein gehalten werden.
Von der geometrischen Linearisierung zu unterscheiden ist die physikalische Linearisierung, die Materialmodelle oder andere physikalische Nichtlinearitäten wie Körperkontakt betrifft. In physikalisch linearen Systemen sind die Gleichungen der Kontinuumsmechanik nach der geometrischen Linearisierung lineare Funktionen der Verschiebungen. In diesem Fall kann eine Rückwirkung der Verschiebungen auf die Steifigkeit eines Körpers, wie es beim Knicken und Beulen der Fall ist, nicht stattfinden. Drehungen von mehr als einem Grad oder Dehnungen von mehr als 3–8 % werden geometrisch linear nicht korrekt abgebildet. Deshalb darf die geometrische Linearisierung nur dann durchgeführt werden, wenn die vorgenannten Auswirkungen unerheblich sind.
Die geometrische Linearisierung wird angewandt, weil sich dadurch die Gleichungen der Kontinuumsmechanik in der lagrangeschen Beschreibung, z. B. in der Verschiebungsmethode, erheblich vereinfachen. Die Festigkeitslehre benutzt die geometrische Linearisierung in weiten Teilen. In physikalisch linearen Systemen ermöglicht die geometrische Linearisierung die Anwendung der airyschen Spannungsfunktion oder der Modalanalyse.

## Definition

### Verschiebung und ihr Gradient
Die Verschiebung ist der Differenzvektor zwischen der momentanen Lage eines Partikels und seiner Ausgangslage:
{\displaystyle {\vec {u}}={\vec {\chi }}({\vec {X}},t)-{\vec {X}}}.
Darin ist
- {\displaystyle {\vec {X}}=\sum _{i=1}^{3}X_{i}{\vec {e}}_{i}=X{\vec {e}}_{1}+Y{\vec {e}}_{2}+Z{\vec {e}}_{3}} die Position eines Partikels mit materiellen Koordinaten X1,2,3 bzw. X, Y und Z bezüglich der Standardbasis {\displaystyle {\vec {e}}_{1,2,3}} zu einer bestimmten Zeit {\displaystyle t_{0}} in der undeformierten Ausgangslage des Körpers,
- {\displaystyle {\vec {\chi }}({\vec {X}},t)} die Bewegungsfunktion, die die aktuelle Position des Partikels zur Zeit {\displaystyle t\geq t_{0}} im Raum angibt, und
- {\displaystyle {\vec {u}}({\vec {X}},t)=\sum _{i=1}^{3}u_{i}{\vec {e}}_{i}=u{\vec {e}}_{1}+v{\vec {e}}_{2}+w{\vec {e}}_{3}} die Verschiebung mit Komponenten u1,2,3 bzw. u, v und w.

Der Verschiebungsgradient wird mit dem dyadischen Produkt {\displaystyle \otimes } aus den Ableitungen der Verschiebungen nach den materiellen Koordinaten gebildet:
{\displaystyle \mathbf {H} ={\frac {\mathrm {d} u_{i}}{\mathrm {d} X_{j}}}{\vec {e}}_{i}\otimes {\vec {e}}_{j}={\begin{pmatrix}{\frac {\mathrm {d} u}{\mathrm {d} X}}&{\frac {\mathrm {d} u}{\mathrm {d} Y}}&{\frac {\mathrm {d} u}{\mathrm {d} Z}}\\{\frac {\mathrm {d} v}{\mathrm {d} X}}&{\frac {\mathrm {d} v}{\mathrm {d} Y}}&{\frac {\mathrm {d} v}{\mathrm {d} Z}}\\{\frac {\mathrm {d} w}{\mathrm {d} X}}&{\frac {\mathrm {d} w}{\mathrm {d} Y}}&{\frac {\mathrm {d} w}{\mathrm {d} Z}}\end{pmatrix}}}.

### Geometrische Linearisierung
Die geometrische Linearisierung bezieht sich auf die kinematischen Gleichungen, die in der Kontinuumsmechanik in erster Linie den Deformationsgradient und die Verzerrungstensoren als Funktionen des Verschiebungsgradienten definieren. Sei {\displaystyle f(\mathbf {H} )} eine skalar- oder tensorwertige Funktion des Verschiebungsgradienten {\displaystyle \mathbf {H} }, z. B. der Deformationsgradient oder eine seiner Hauptinvarianten. Die geometrisch linearisierte Funktion {\displaystyle f_{t}(\mathbf {H} )} ergibt sich dann durch Vernachlässigung aller Terme, die die Frobeniusnorm {\displaystyle \parallel \mathbf {H} \parallel } des Verschiebungsgradienten in höherer Ordnung als eins enthalten. Sei {\displaystyle \delta :=\parallel \mathbf {H} \parallel } und {\displaystyle {\mathcal {O}}(\delta ^{2})} das Landau Symbol für Terme, die mindestens quadratisch in {\displaystyle \delta } sind und vernachlässigt werden können. Dann ist mathematisch ausgedrückt:
{\displaystyle f(\mathbf {H} )=f_{t}(\mathbf {H} )+{\mathcal {O}}(\delta ^{2})}.
Mit dem Formalismus der Linearisierung kann die geometrisch linearisierte Funktion mit dem Gâteaux-Differential
{\displaystyle \mathrm {D} f(\mathbf {H} )[\mathrm {d} \mathbf {H} ]:=\left.{\frac {\mathrm {d} }{\mathrm {d} s}}f(\mathbf {H} +s\,\mathrm {d} \mathbf {H} )\right|_{s=0}=\lim _{s\rightarrow 0}{\frac {f(\mathbf {H} +s\,\mathrm {d} \mathbf {H} )-f(\mathbf {H} )}{s}}}
wie folgt definiert werden:
{\displaystyle f_{t}(\mathbf {H} ):=f(\mathbf {0} )+\mathrm {D} f(\mathbf {0} )[\mathbf {H} ]=f(\mathbf {0} )+\left.{\frac {\mathrm {d} }{\mathrm {d} s}}f(s\mathbf {H} )\right|_{s=0}=f(\mathbf {0} )+\lim _{s\rightarrow 0}{\frac {f(s\mathbf {H} )-f(\mathbf {0} )}{s}}}
Die Funktion {\displaystyle f_{t}} approximiert die Funktion f also linear und zwar an der Stelle H = 0. Prinzipiell kann aber auch an jeder anderen Stelle linearisiert werden.
Eine direkte Abhängigkeit von den Verschiebungen kann in den Randbedingungen eines kontinuumsmechanischen Randwertproblems auftreten. Sei {\displaystyle g({\vec {u}})} eine verschiebungsabhängige Randbedingung, z. B. eine in der Lagerung des Körpers vorgegebene Verschiebung oder Verdrehung. Dann wird diese analog zur Funktion f mittels
{\displaystyle g_{t}({\vec {u}}):=g({\vec {0}})+\left.{\frac {\mathrm {d} }{\mathrm {d} s}}g(s{\vec {u}})\right|_{s=0}=g({\vec {0}})+\lim _{s\rightarrow 0}{\frac {g(s{\vec {u}})-g({\vec {0}})}{s}}.}
an der Stelle {\displaystyle {\vec {u}}={\vec {0}}} geometrisch linearisiert.

### Geometrische Linearisierung nach Vordeformation
Eine geometrische Linearisierung abseits des Ursprungs kommt in der Praxis vor, wenn an einem bereits finiten (nicht kleinen) Deformationen und/oder Rotationen unterworfenem Körper, z. B. nach einem Umformprozess, eine Modalanalyse vorgenommen werden soll. Diese ist eine lineare Prozedur, die eine Linearisierung der Modellgleichungen zwingend erforderlich macht und deshalb eine geometrische Linearisierung impliziert. Die linearisierten Terme berechnen sich dann gemäß
{\displaystyle f_{t}(\mathbf {H} )=f(\mathbf {H} _{0})+\left.{\frac {\mathrm {d} }{\mathrm {d} s}}f(\mathbf {H} _{0}+s\Delta \mathbf {H} )\right|_{s=0}=f(\mathbf {H} _{0})+\lim _{s\rightarrow 0}{\frac {f(\mathbf {H} _{0}+s\Delta \mathbf {H} )-f(\mathbf {H} _{0})}{s}}.}
Darin ist {\displaystyle \mathbf {H} _{0}} der Arbeitspunkt, in dem linearisiert wird, und {\displaystyle \Delta \mathbf {H} =\mathbf {H-H} _{0}} eine kleine ({\displaystyle \parallel \Delta \mathbf {H} \parallel \ll 1}) Abweichung vom Arbeitspunkt. Die Linearisierung der Randbedingungen erfolgt in analoger Weise am Arbeitspunkt {\displaystyle {\vec {u}}_{0}}:
{\displaystyle g_{t}({\vec {u}})=g({\vec {u}}_{0})+\left.{\frac {\mathrm {d} }{\mathrm {d} s}}g({\vec {u}}_{0}+s\Delta {\vec {u}})\right|_{s=0}=g({\vec {u}}_{0})+\lim _{s\rightarrow 0}{\frac {g({\vec {u}}_{0}+s\Delta {\vec {u}})-g({\vec {u}}_{0})}{s}}.}

## Nichtlinear geometrische Effekte
|  |  |  |

Die obigen Abbildungen zeigen Beispiele, in denen beachtliche geometrische Nichtlinearität auftritt. Die Effekte der geometrischen Nichtlinearität können in zwei Kategorien eingeteilt werden:
1. Große Dehnungen: Die durch die Dehnungen hervorgerufene Formänderung wirkt auf die Steifigkeit des Körpers oder die äußeren Kräfte zurück. Die in Abb. 1 auftretende Änderung des Rohrquerschnitts (a, rot) ist hierfür ein Beispiel und reduziert dort die Biegesteifigkeit des Rohres. Abb. 3 zeigt im rechten Bildteil wie große Dehnungen auch beachtliche Drehungen bewirken können.
2. Große Auslenkungen: Diese können auf die Steifigkeit des Körpers oder die äußeren Kräfte zurückwirken. Abb. 1 zeigt dazu, wie durch die Deformation des Rohres der Kraftangriffspunkt auswandert und sich so das Biegemoment erhöht (b) und sich die Belastungsrichtung ändert (c, blau). Große Drehungen ohne Dehnungen gehören auch in diese Kategorie.

Die genannten Effekte der geometrischen Nichtlinearität können nach der Linearisierung nicht mehr abgebildet werden: Eine Rückwirkung der Verformung auf die Steifigkeit des Körpers oder der äußeren Kräfte wird vernachlässigt. Deshalb reagiert das Rohr in Abb. 1 bei linearer Rechnung (grün) deutlich steifer als bei geometrisch nichtlinearer (gelb).
Im Folgenden werden die Beispiele in Abbildungen 2 und 3 oben näher beleuchtet.

### Knicken des geraden Stabes
Das Knicken des geraden Stabes ist ein Effekt der geometrischen Nichtlinearität durch große Auslenkungen, siehe Abb. 2 oben. Solange die Belastung unterhalb einer kritischen Last bleibt, vermag die Struktur dieser standzuhalten. Oberhalb der kritischen Last kommt es zur positiven Rückkopplung zwischen der Belastungszunahme und Steifigkeitsabnahme durch die Auslenkung, was zum dramatischen Ausfall der Struktur führen kann.

### Behälter unter Drucklast
Auf eine Behälterwand wirkende hydrostatische Drucklast, wie in Abb. 3 weiß angedeutet, ist der typische Fall für eine der Verformung folgenden Last, denn Druck wirkt immer senkrecht auf Flächen. Die Abbildung zeigt einen unten und am oberen Rand (c) drehbar aber unverschieblich gelagerten Behälter der einem hydrostatischen Druck p0 ausgesetzt ist, so wie er sich ausbildet, wenn der Behälter mit einer Flüssigkeit gefüllt ist.
Bei geometrisch linearer Rechnung (a, links im Bild) nimmt die horizontale Druckkomponente linear über die Höhe der Behälterwand ab. Ohne Berücksichtigung der Verdrehung der Behälterwand, siehe Abschnitt #Folgelast unten, wirkt auf diese der Druck in horizontaler Richtung (weiß) und die Wand verformt sich zur blauen Kurve. Bei linearer Berücksichtigung der Verdrehung, entsteht die lila gezeichnete Belastung pgl und die mit der blauen Kurve fast deckungsgleiche rote Kurve der Wandlinie. Obwohl die vertikale Druckkomponente hier deutlich größer ist als bei geometrisch nichtlinear Rechnung (rosa), ist die Verformung der Wand kleiner, weil die vertikale Komponente von der im unverformten Zustand berechneten Steifigkeit der senkrechten Wand leichter ertragen wird.
Der rechte Bildteil (b) zeigt das Ergebnis einer geometrisch nichtlinearen Rechnung, wo der Druck pgnl (rosa) immer senkrecht auf die Behälterwand wirkt. Durch die Ausbeulung nimmt einerseits die Stützwirkung der Wand in vertikaler Richtung ab. Andererseits ist die Dehnung der Behälterwand in senkrechter Richtung bedeutsam, weil die durch sie hervorgerufenen Membrankräfte in der Wand dem Druck entgegenwirken, ein Effekt, den die geometrisch lineare Rechnung nicht abbildet, wie im folgenden Abschnitt dargelegt wird.

## Analytische Betrachtungen
In diesem Abschnitt werden Beispiele von Bewegungen untersucht, anhand derer die Auswirkungen der geometrischen Linearisierung makroskopisch sichtbar und analytisch nachweisbar sind. Um die Effekte hervortreten zu lassen, werden große, mit einem Parameter {\displaystyle \alpha } skalierte Bewegungen betrachtet, in denen die Anwendung der geometrischen Linearisierung nicht angebracht ist. Mit einem kleinen Wert von {\displaystyle \alpha } nahe 0,01 würde die Deformation in einem Bereich liegen, wo die geometrische Linearisierung zulässig wäre.

### Drehung

V.Mises Vergleichsspannung in einem linear elastischen Stahlklotz auf Grund von Ingenieursdehnungen bei einer Starrkörperdrehung um 5°

Bei einer reinen Drehung eines Körpers in der x-y-Ebene um einen festen Raumpunkt p liegt die Bewegungsfunktion und Verschiebung
{\displaystyle {\begin{aligned}{\vec {\chi }}({\vec {X}})=&{\vec {p}}+{\begin{pmatrix}\cos(\alpha )&-\sin(\alpha )\\\sin(\alpha )&\cos(\alpha )\end{pmatrix}}({\vec {X}}-{\vec {p}})\\\rightarrow {\vec {u}}=&{\begin{pmatrix}\cos(\alpha )-1&-\sin(\alpha )\\\sin(\alpha )&\cos(\alpha )-1\end{pmatrix}}({\vec {X}}-{\vec {p}})\end{aligned}}}
vor. Die Matrix ist der Verschiebungsgradient
{\displaystyle \mathbf {H} :={\begin{pmatrix}{\frac {\partial u}{\partial X}}&{\frac {\partial u}{\partial Y}}\\{\frac {\partial v}{\partial X}}&{\frac {\partial v}{\partial Y}}\end{pmatrix}}={\begin{pmatrix}\cos(\alpha )-1&-\sin(\alpha )\\\sin(\alpha )&\cos(\alpha )-1\end{pmatrix}}}.
Hieraus lässt sich die auch bei großen Rotationen gültige Beziehung
{\displaystyle {\frac {\partial u}{\partial Y}}=-{\frac {\partial v}{\partial X}}}
ablesen. Der symmetrische Anteil des Gradienten sind die Ingenieursdehnungen:
{\displaystyle {\boldsymbol {\varepsilon }}={\frac {1}{2}}(\mathbf {H} +\mathbf {H} ^{\mathrm {T} })={\begin{pmatrix}\cos(\alpha )-1&0\\0&\cos(\alpha )-1\end{pmatrix}}},
die bei kleinen Drehwinkeln – und nur dann – näherungsweise verschwinden. Die Animation zeigt die v. Mises Vergleichsspannung in einem linear elastischen Stahlklotz (E=200.000 MPa, G=77.000 MPa) auf Grund von Ingenieursdehnungen bei einer Starrkörperdrehung um maximal 5°. Die mit der irrigen Annahme kleiner Dehnungen berechneten Spannungen liegen über der Streckgrenze vieler Stähle.

### Verzerrungsfreie Drehstreckung

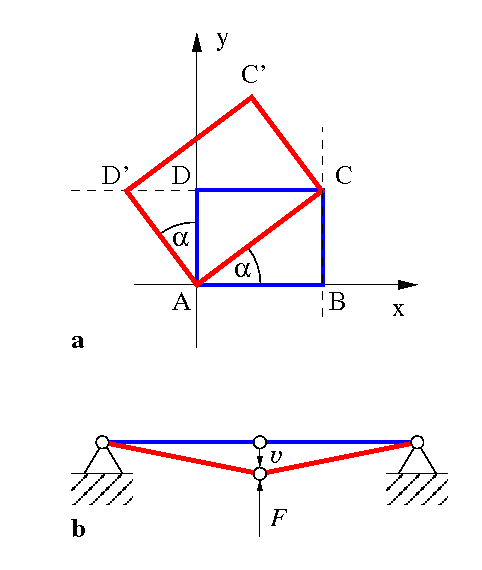
Abb. 4: a: Drehung und Streckung eines Rechteckes (ABCD, blau) zu einem anderen Rechteck (ACC'D', rot). b: Auslenkung v einer linearen biegeschlaffen Struktur senkrecht zu ihrer Ausrichtung und Rückstellkraft F, die ein geometrisch nichtlinearer Effekt ist.

Die Rückstellkraft F einer senkrecht zu ihrer Ausrichtung um v ausgelenkten, linearen, biegeschlaffen Struktur (Seil, Stabwerk oder Membran) in Abb. 4b ist ein geometrisch nichtlinearer Effekt und kann bei geometrisch linearer Rechnung nicht nachgebildet werden. Die folgende analytische Betrachtung zeigt wieso.
Bei der in Abb. 4a abgebildeten Drehstreckung eines Rechtecks hängt die Verschiebung {\displaystyle u} in x-Richtung nur von der y-Koordinate und die Verschiebung {\displaystyle v} in y-Richtung nur von der x-Koordinate des verschobenen Punktes ab:
{\displaystyle {\begin{pmatrix}u\\v\end{pmatrix}}=\tan(\alpha ){\begin{pmatrix}-Y\\X\end{pmatrix}}.}
Bildung des Gradienten liefert den Verschiebungsgradienten:
{\displaystyle \mathbf {H} :={\begin{pmatrix}{\frac {\partial u}{\partial X}}&{\frac {\partial u}{\partial Y}}\\{\frac {\partial v}{\partial X}}&{\frac {\partial v}{\partial Y}}\end{pmatrix}}=\tan(\alpha ){\begin{pmatrix}0&-1\\1&0\end{pmatrix}}}
und den linearisierten Verzerrungstensor
{\displaystyle {\boldsymbol {\varepsilon }}={\frac {1}{2}}(\mathbf {H+H} ^{\mathrm {T} })={\begin{pmatrix}0&0\\0&0\end{pmatrix}},}
der der symmetrische Anteil des Verschiebungsgradienten ist und der hier verschwindet.
Im gedrehten Rechteck treten in geometrisch linearer Näherung wegen
{\displaystyle {\frac {\partial u}{\partial Y}}=-{\frac {\partial v}{\partial X}}.}
keine Schubverzerrungen auf, was nicht erstaunt denn diese Identität liegt auch bei einer reinen Drehung vor, siehe #Drehung oben.
Bemerkenswert ist aber, dass die Verschiebung des Punktes B nach C senkrecht zur Strecke (AB) in geometrisch linearer Näherung keine Streckung der Linie (AB) verursacht. Der Deformationsgradient, der die Summe aus dem Verschiebungsgradient und dem Einheitstensor 1 ist, und seine polare Zerlegung
{\displaystyle {\begin{aligned}\mathbf {F} =&\mathbf {1+H} ={\begin{pmatrix}1&-\tan(\alpha )\\\tan(\alpha )&1\end{pmatrix}}=\mathbf {R} \cdot \mathbf {U} \\\mathbf {R} =&{\begin{pmatrix}\cos(\alpha )&-\sin(\alpha )\\\sin(\alpha )&\cos(\alpha )\end{pmatrix}}\\\mathbf {U} =&{\frac {1}{\cos(\alpha )}}{\begin{pmatrix}1&0\\0&1\end{pmatrix}}\end{aligned}}}
in eine Drehung {\displaystyle \mathbf {R} } und eine rotationsfreie Streckung {\displaystyle \mathbf {U} } zeigen die Ursache für dieses Verhalten. Die Normalstreckungen in x- und y-Richtung sind näherungsweise
{\displaystyle U_{xx}=U_{yy}={\frac {1}{\cos(\alpha )}}\approx 1+{\frac {\alpha ^{2}}{2}}}
denn für kleine α gilt:
{\displaystyle {\begin{aligned}\sin(\alpha )\approx &\alpha ,\;{\sqrt {1-\alpha }}\approx 1-{\frac {\alpha }{2}},\;{\frac {1}{1-\alpha }}\approx 1+\alpha \\\rightarrow {\frac {1}{\cos(\alpha )}}=&{\frac {1}{\sqrt {1-\sin ^{2}(\alpha )}}}\approx {\frac {1}{\sqrt {1-\alpha ^{2}}}}\approx {\frac {1}{1-{\frac {\alpha ^{2}}{2}}}}\approx 1+{\frac {\alpha ^{2}}{2}}\end{aligned}}}
Damit sind die Differenzen {\displaystyle U_{xx/yy}-1} von gleicher Ordnung wie das Quadrat der yx-Komponente des Verschiebungsgradienten
{\displaystyle \alpha ^{2}\leq \tan ^{2}(\alpha )=\left({\frac {\partial v}{\partial X}}\right)^{2}={\mathcal {O}}(\delta ^{2})}.
und werden deshalb vernachlässigt, mit der Konsequenz {\displaystyle \mathbf {U} =\mathbf {1} }, sodass in erster Näherung keine Streckung stattfindet. In Abwesenheit einer Streckung verschwinden aber auch die Normaldehnungen, die im Körper Normalspannungen hervorrufen würden und die in Abb. 4b die Rückstellkraft bewirken würden.

### Schubverzerrungsfreie Scherung

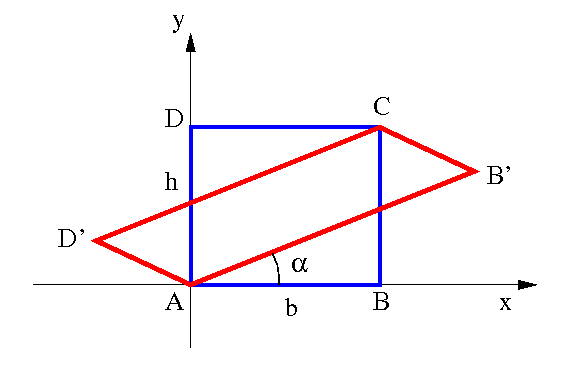
Abb. 5: Drehung und Scherung eines Rechtecks (ABCD, Breite b, Höhe h, blau) zu einem Parallelogramm (AB'CD', rot)

Gegeben sei ein Rechteck mit Breite b und Höhe h, das wie in der Abb. 5 im Ursprung liegt und parallel zu den Koordinatenachsen ausgerichtet ist (blau). Mit dem Verschiebungsfeld
{\displaystyle {\vec {u}}={\begin{pmatrix}u\\v\end{pmatrix}}=\alpha {\begin{pmatrix}X-{\frac {b}{h}}Y\\{\frac {b}{h}}X-{\frac {b^{2}}{h^{2}}}Y\end{pmatrix}}\quad {\text{und}}\quad \alpha =50\,\%}
wird das Rechteck zum rot dargestellten Parallelogramm verformt. Der Verschiebungsgradient und linearisierte Verzerrungstensor lauten:
{\displaystyle \mathbf {H} :={\begin{pmatrix}{\frac {\partial u}{\partial X}}&{\frac {\partial u}{\partial Y}}\\{\frac {\partial v}{\partial X}}&{\frac {\partial v}{\partial Y}}\end{pmatrix}}=\alpha {\begin{pmatrix}1&-{\frac {b}{h}}\\{\frac {b}{h}}&-{\frac {b^{2}}{h^{2}}}\end{pmatrix}}\quad \rightarrow \;{\boldsymbol {\varepsilon }}=\alpha {\begin{pmatrix}1&0\\0&-{\frac {b^{2}}{h^{2}}}\end{pmatrix}}}
Bei der Scherung des Rechtecks verschwinden die Schubverzerrungen wegen der auch bei Drehungen vorliegenden Identität
{\displaystyle {\frac {\partial u}{\partial Y}}=-{\frac {\partial v}{\partial X}}},
siehe #Drehung oben. Eine geometrisch nichtlineare Rechnung ergibt die Green-Lagrange'schen Schubverzerrungen
{\displaystyle E_{xy}=-\alpha ^{2}{\frac {b}{h}}\left(1+{\frac {b^{2}}{h^{2}}}\right)}
die wegen {\displaystyle \alpha ^{2}=(\partial u/\partial X)^{2}={\mathcal {O}}(\delta ^{2})} im linearisierten Verzerrungstensor wegfallen. Die Schubsteifigkeit eines Bauteils kann so bei geometrisch linearer Rechnung und großen Deformationen unterschätzt werden.

### Folgelast

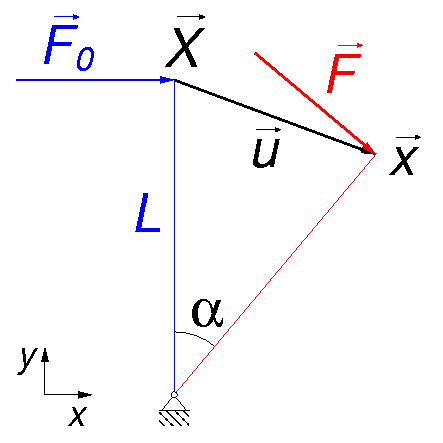
Abb. 6: Auf eine drehbar gelagerte Wand wirkt senkrecht eine Kraft F

Auf eine senkrecht stehende, drehbare Wand (Länge L, blau im Abb. 6) wirkt senkrecht im Punkt X eine Kraft F0 so, dass sich die Wand um einen Winkel {\displaystyle \alpha } dreht und sich der Kraftangriffspunkt um den Vektor {\displaystyle {\vec {u}}\;{\textsf {nach}}\;{\vec {x}}} verschiebt (rot):
{\displaystyle {\vec {X}}=L{\begin{pmatrix}0\\1\end{pmatrix}}\;,\quad {\vec {x}}=L{\begin{pmatrix}\sin(\alpha )\\\cos(\alpha )\end{pmatrix}}\;\rightarrow {\vec {u}}=L{\begin{pmatrix}\sin(\alpha )\\\cos(\alpha )-1\end{pmatrix}}}
Die Kraft folgt dabei der Drehung, wodurch sie eine Funktion des Winkels wird:
{\displaystyle {\vec {F}}=F{\begin{pmatrix}\cos(\alpha )\\-\sin(\alpha )\end{pmatrix}}}
In geometrisch linearer Näherung ist:
{\displaystyle {\begin{array}{rcl}{\vec {u}}_{t}&=&L\left.{\begin{pmatrix}\sin(\alpha )\\\cos(\alpha )-1\end{pmatrix}}\right|_{\alpha =0}+\left.{\frac {\mathrm {d} }{\mathrm {d} s}}L{\begin{pmatrix}\sin(s\alpha )\\\cos(s\alpha )-1\end{pmatrix}}\right|_{s=0}=L{\begin{pmatrix}\alpha \\0\end{pmatrix}}\\{\vec {F}}_{t}&=&F\left.{\begin{pmatrix}\cos(\alpha )\\-\sin(\alpha )\end{pmatrix}}\right|_{\alpha =0}+\left.{\frac {\mathrm {d} }{\mathrm {d} s}}F{\begin{pmatrix}\cos(s\alpha )\\-\sin(s\alpha )\end{pmatrix}}\right|_{s=0}=F{\begin{pmatrix}1\\-\alpha \end{pmatrix}}\end{array}}}.
Der Kraftangriffspunkt verschiebt sich in geometrisch linearer Näherung ausschließlich in x-Richtung und die y-Komponente der Kraft ändert sich linear mit dem Drehwinkel. Dieser Effekt wurde bei der Berechnung des Behälters unter hydrostatischem Druck in Abb. 3 berücksichtigt, was zur Belastung gemäß der lila Pfeile und der Verformung gemäß der roten Kurve im linken Bildteil führt (a).

## Fazit
Die geometrische Linearisierung vereinfacht die kontinuumsmechanischen Berechnungen erheblich, weil die primäre Unbekannte – die Verschiebung – in den Verzerrungen nur noch linear auftritt. Diese Vereinfachung ist bei kleinen Verschiebungen und Verzerrungen angebracht und zulässig. Bei großen Verschiebungen treten geometrisch nichtlineare Effekte auf, die für die berechneten Ergebnisse entscheidend sind und bei Nichtbeachtung dramatische Fehlbeurteilungen nach sich ziehen können.

## Beispiele

### Skalare Funktion
Es soll die Determinante des Deformationsgradienten det(F) geometrisch linearisiert werden. Der Deformationsgradient ist die Summe aus dem Verschiebungsgradienten und dem Einheitstensor 1: {\displaystyle \mathbf {F} (\mathbf {H} )=\mathbf {1+H} }. Mit dem charakteristischen Polynom berechnet sich:
{\displaystyle {\begin{aligned}\operatorname {det} _{t}{\bigl (}\mathbf {F} (\mathbf {H} ){\bigr )}=&\operatorname {det} (\mathbf {1} )+\mathrm {D} \operatorname {det} {\bigl (}\mathbf {F} (\mathbf {0} ){\bigr )}[\mathbf {H} ]\\=&1+\left.{\frac {\mathrm {d} }{\mathrm {d} s}}\operatorname {det} (\mathbf {1} +s\mathbf {H} )\right|_{s=0}\\=&1+\left.{\frac {\mathrm {d} }{\mathrm {d} s}}\left[s^{3}\operatorname {det} \left(\mathbf {H} +{\frac {1}{s}}\mathbf {1} \right)\right]\right|_{s=0}\\=&1+\left.{\frac {\mathrm {d} }{\mathrm {d} s}}\left[s^{3}\left({\frac {1}{s^{3}}}+{\frac {1}{s^{2}}}\operatorname {Sp} (\mathbf {H} )+{\frac {1}{s}}\operatorname {I} _{2}(\mathbf {H} )+\operatorname {det} (\mathbf {H} )\right)\right]\right|_{s=0}\\=&1+\left.{\frac {\mathrm {d} }{\mathrm {d} s}}\left[1+s\operatorname {Sp} (\mathbf {H} )+s^{2}\operatorname {I} _{2}(\mathbf {H} )+s^{3}\operatorname {det} (\mathbf {H} )\right]\right|_{s=0}\\=&1+\left.{\bigl [}\operatorname {Sp} (\mathbf {H} )+2s\operatorname {I} _{2}(\mathbf {H} )+3s^{2}\operatorname {det} (\mathbf {H} ){\bigr ]}\right|_{s=0}\\=&1+\operatorname {Sp} (\mathbf {H} ).\end{aligned}}}
Die Funktion {\displaystyle \operatorname {I} _{2}} ist die zweite Hauptinvariante. Im geometrisch linearen Fall ist also
{\displaystyle \operatorname {det} (\mathbf {F} )\approx 1+\operatorname {Sp} (\mathbf {H} )}.

### Tensorielle Funktion
Es soll die Inverse des Deformationsgradienten {\displaystyle \mathbf {F} ^{-1}(\mathbf {H} ):=(\mathbf {1} +\mathbf {H} )^{-1}} geometrisch linearisiert werden. Aus
{\displaystyle (\mathbf {1+H} )\cdot (\mathbf {1-H} )=\mathbf {1+H-H-H\cdot H} =\mathbf {1} +{\mathcal {O}}(\delta ^{2})}
ergibt sich in linearer Näherung:
{\displaystyle \mathbf {F} ^{-1}\approx \mathbf {1-H} }.
Dies kann mit der Differentialrechnung wie folgt bestätigt werden. Aus dem (verschwindenden) Gâteaux-Differenzial des Einheitstensors wird mit der Produktregel das Differenzial des inversen Deformationsgradienten  F(H) = 1+H ermittelt:
{\displaystyle {\begin{aligned}\mathrm {D} \mathbf {1} (\mathbf {0} )[\mathbf {H} ]=&\mathrm {D} (\mathbf {F\cdot F} ^{-1})(\mathbf {0} )[\mathbf {H} ]\\=&\underbrace {\mathrm {D} \mathbf {F} (\mathbf {0} )[\mathbf {H} ]} _{\mathbf {H} }\cdot \underbrace {\mathbf {F} ^{-1}(\mathbf {0} )} _{\mathbf {F} (\mathbf {0} )^{-1}=\mathbf {1} }+\underbrace {\mathbf {F} (\mathbf {0} )} _{\mathbf {1} }\cdot \mathrm {D} \mathbf {F} ^{-1}(\mathbf {0} )[\mathbf {H} ]=\mathbf {0} \\\rightarrow \mathrm {D} \mathbf {F} ^{-1}(\mathbf {0} )[\mathbf {H} ]=&-\mathbf {H} .\end{aligned}}}
Mit diesem Differenzial lautet die geometrisch lineare Inverse des Deformationsgradienten:
{\displaystyle \mathbf {F} _{t}^{-1}(\mathbf {H} )=\underbrace {\mathbf {F} ^{-1}(\mathbf {0} )} _{\mathbf {1} }+\underbrace {\mathrm {D} \mathbf {F} ^{-1}(\mathbf {0} )[\mathbf {H} ]} _{-\mathbf {H} }=\mathbf {1} -\mathbf {H} .}